# Grand Prix Cycliste de Québec
Il Grand Prix Cycliste de Québec (it. Gran Premio Ciclistico del Québec) è una corsa in linea maschile di ciclismo su strada che si svolge nella città di Québec, nell'omonima provincia in Canada, a settembre. Creato nel 2010, il Gran Premio è stato subito inserito nel calendario dell'UCI ProTour e, di conseguenza, in quello World Tour.

## Albo d'oro
Aggiornato all'edizione 2023.
| Anno | Vincitore                                    | Secondo                                      | Terzo                                        |
| ---- | -------------------------------------------- | -------------------------------------------- | -------------------------------------------- |
| 2010 | Thomas Voeckler                              | Edvald Boasson Hagen                         | Robert Gesink                                |
| 2011 | Philippe Gilbert                             | Robert Gesink                                | Rigoberto Urán                               |
| 2012 | Simon Gerrans                                | Greg Van Avermaet                            | Rui Costa                                    |
| 2013 | Robert Gesink                                | Arthur Vichot                                | Greg Van Avermaet                            |
| 2014 | Simon Gerrans                                | Tom Dumoulin                                 | Ramūnas Navardauskas                         |
| 2015 | Rigoberto Urán                               | Michael Matthews                             | Alexander Kristoff                           |
| 2016 | Peter Sagan                                  | Greg Van Avermaet                            | Anthony Roux                                 |
| 2017 | Peter Sagan                                  | Greg Van Avermaet                            | Michael Matthews                             |
| 2018 | Michael Matthews                             | Greg Van Avermaet                            | Jasper Stuyven                               |
| 2019 | Michael Matthews                             | Peter Sagan                                  | Greg Van Avermaet                            |
| 2020 | annullata a causa della pandemia di COVID-19 | annullata a causa della pandemia di COVID-19 | annullata a causa della pandemia di COVID-19 |
| 2021 | annullata a causa della pandemia di COVID-19 | annullata a causa della pandemia di COVID-19 | annullata a causa della pandemia di COVID-19 |
| 2022 | Benoît Cosnefroy                             | Michael Matthews                             | Biniam Girmay                                |
| 2023 | Arnaud De Lie                                | Corbin Strong                                | Michael Matthews                             |
| 2024 | Michael Matthews                             | Biniam Girmay                                | Rudy Molard                                  |

## Statistiche

### Vittorie per nazione
| Pos. | Nazione     | Vittorie |
| ---- | ----------- | -------- |
| 1    | Australia   | 5        |
| 2    | Slovacchia  | 2        |
| 2    | Francia     | 2        |
| 2    | Belgio      | 2        |
| 5    | Paesi Bassi | 1        |
| 5    | Colombia    | 1        |